# Pimento cheese
Il pimento cheese è un contorno tradizionale degli Stati Uniti meridionali.

## Caratteristiche
Il pimento cheese è una salsa a base di formaggi, fra cui il cheddar o formaggi a pasta fusa come il Velveeta, maionese, e peperoncini pimento, che vengono miscelati fino a formare un impasto che può essere, a seconda dei gusti personali, fluido o denso. Il pimento cheese può essere insaporito con sale, pepe, cipolle, aglio, rafano, cetriolini, crescione, Louisiana Hot Sauce (un marchio di salsa piccante), e ingredienti tradizionali della cucina del Sud americano come la crema di formaggio, la salsa Worcestershire, il pepe di Caienna, la paprica, e i jalapeño. Il pimento cheese è un ideale finger food da consumare con il sedano e le patatine al mais, può essere aggiunto nel grits e in vari panini, e viene usato come ingrediente per le tartine e le uova alla diavola.